# Viriclanis
Viriclanis là một chi bướm đêm thuộc họ Sphingidae, chỉ có một loài, Viriclanis kingstoni, được tìm thấy ở Tanzania.